# Feilen

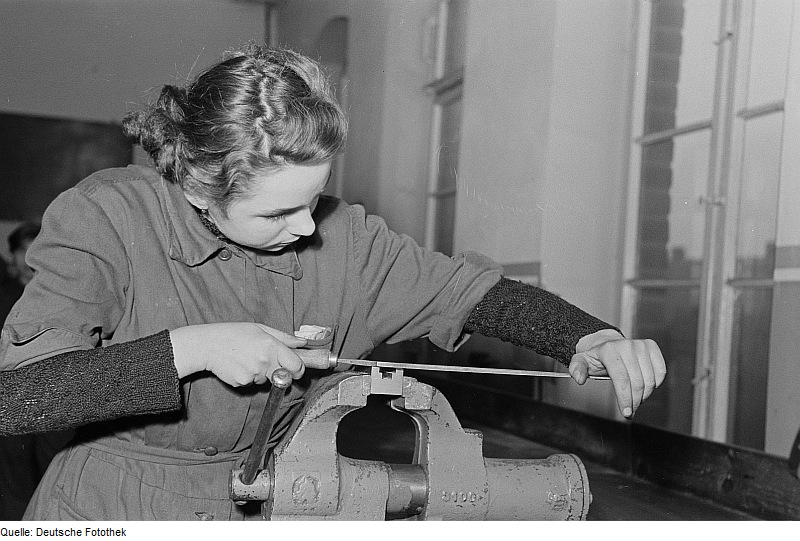
Porträt einer Auszubildenden beim Feilen (Textima-Lehrwerkstatt Mölkau, 1952)

Feilen ist ein Fertigungsverfahren, aus der Hauptgruppe Trennen und zählt zum Spanen mit geometrisch bestimmter Schneide.  In der DIN 8589-7 wird es gemeinsam mit dem Raspeln behandelt. Das Feilen ist dort als Spanen definiert mit wiederholter geradliniger oder kreisförmiger Schnittbewegung und geringer Spanungsdicke mit einem Werkzeug, bei dem die Zähne in geringer Höhe dicht aufeinander folgen. Mit einer Feile werden nahezu alle Metalle, Holz und Kunststoffe bearbeitet, aber auch an verhornte Körperteile wie Nägel und Hufe wird die Feile angelegt.

## Einteilung nach DIN 8589-7
In der DIN wird das Feilen gemeinsam mit dem Raspeln der siebten Untergruppe der der zweiten Gruppe (Spanen mit geometrisch bestimmten Schneiden) der dritten Hauptgruppe (Trennen) zugeordnet und folgendermaßen eingeteilt:
- 3.2.7 Feilen / Raspeln
  - 3.2.7.1 Planfeilen (-raspeln)
  - 3.2.7.2 Rundfeilen (-raspeln)
  - 3.2.7.3 nicht belegt
  - 3.2.7.4 nicht belegt
  - 3.2.7.5 Profilfeilen (-raspeln)
  - 3.2.7.6 Formfeilen (-raspeln)

Jede der Varianten wird nochmals in Hubfeilen und Kettenfeilen unterschieden. Z.B.: 3.2.7.1.1 Hub-Planfeilen usw.

## Verfahren
Die Schnittbewegung und die Vorschubbewegung werden meist von Hand ausgeführt. Das Werkstück hingegen ist üblicherweise fest eingespannt, zumeist zwischen den Backen eines Schraubstocks. In der Vergangenheit gab es auch Maschinenfeilen, die überwiegend im Werkzeugbau Verwendung fanden, heute aber durch schnellere und genauere Werkzeugmaschinen ersetzt wurden.
Man unterscheidet nach Art der verwendeten Feile das Schruppen und das Schlichten. Schruppfeilen tragen in der Regel einen Kreuzhieb und dienen dem Abtragen größerer Materialmengen. Die so gefeilten Oberflächen weisen starke Riefen auf. Schlichtfeilen sind wesentlich feiner verzahnt; häufig werden die Räume zwischen den Zahnreihen noch mit Kreide gefüllt, um der Riefenbildung vorzubeugen. Das Schlichten ist ein Feinbearbeiten und erzielt riefenarme Oberflächen, jedoch ist ein regelmäßiges Herausbürsten von am Feilenblatt anhaftenden Spänen erforderlich.
Feilen kann eine anstrengende, zugleich aber sehr lehrreiche Tätigkeit sein. Sie gehört zu den ersten Übungen angehender Auszubildender bei Werkzeugmechanikern, Industriemechanikern, Konstruktionsmechanikern, Metallbauern, Büchsenmachern, Mechatronikern, Technischen Zeichnern, Zerspanungsmechanikern, Automatikern und inzwischen auch bei den Elektronikern. 